# Escalera del ático

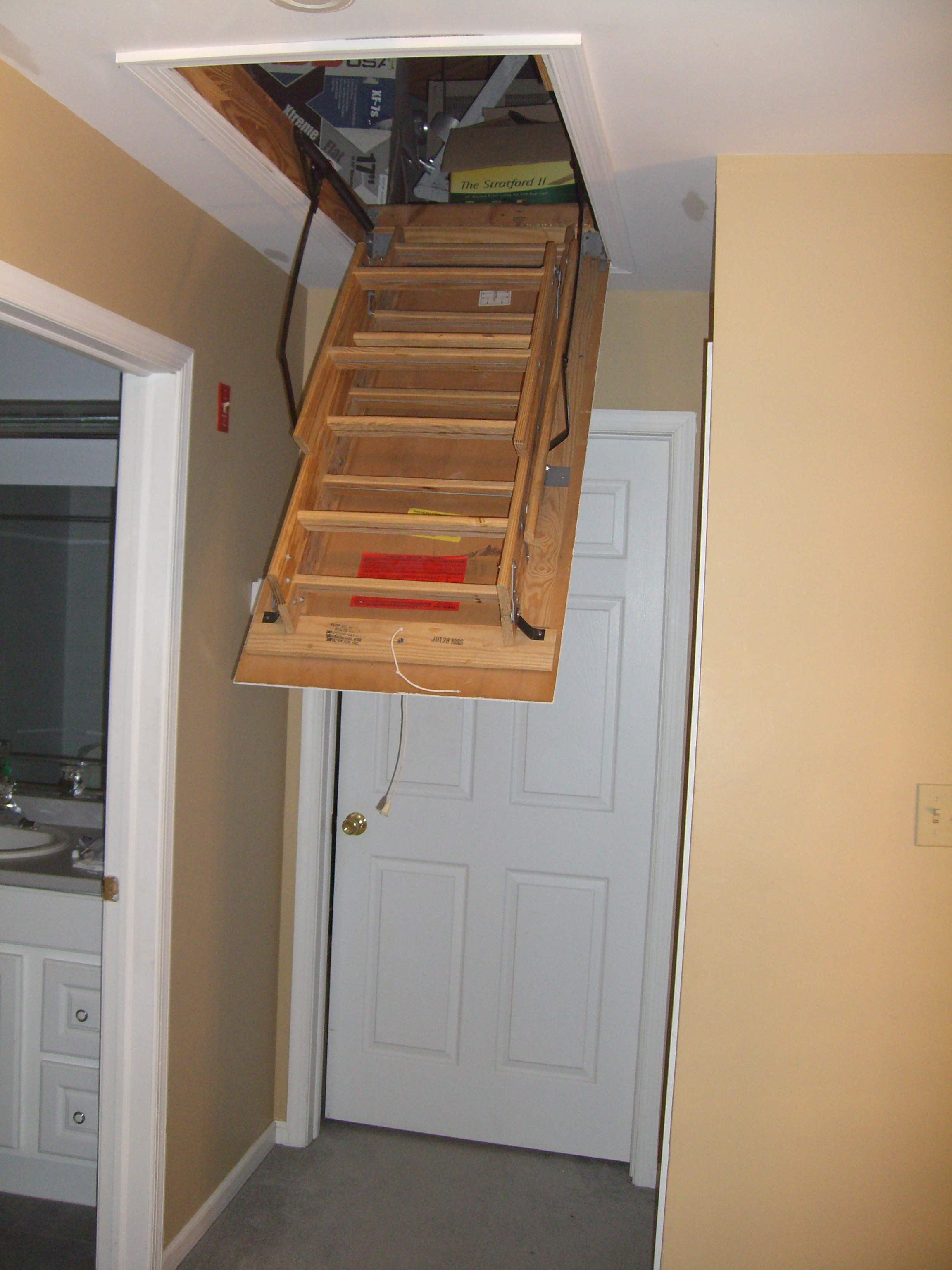
Escalera tipo ático entreabierta.

Una escalera para ático es una escalera retráctil que se instala en un panel de acceso / puerta del ático. Se utilizan como una alternativa económica y compacta a tener una escalera que asciende al ático de un edificio . Son útiles en áreas con limitaciones de espacio que dificultarían la instalación de una escalera estándar. Las escaleras para áticos suelen consistir en una escalera con escalones más anchos y una pendiente pronunciada. Un cordón colgará para permitir que la escalera se extienda manualmente. Las escaleras del ático suelen estar hechas de madera, metal, aluminio o fibra de vidrio.
Además, los departamentos de bomberos llevan escaleras de ático en los aparatos contra incendios para localizar y extinguir incendios en los áticos. Se encuentran en una sola escalera que suelen utilizar los bomberos para el acceso interior al ático y tienen peldaños con bisagras, que permiten plegarlos hacia adentro para que una viga se apoye sobre la otra, con los peldaños ocultos en el medio. Esta compatibilidad permite llevarlo en huecos de escotilla de áticos, pasillos estrechos y habitaciones o armarios pequeños. Las escaleras plegables se encuentran generalmente en longitudes de entre 8 y 16 pies (2,4 y 4,9 m), mientras que la mayor longitud suele ser de 10 pies (3,0 m). Estas escaleras también deben tener almohadillas para los pies unidas al extremo trasero para evitar resbalones en superficies duras y blandas.
La primera mención de 'vlizotrap' se encuentra en la revista especializada de las empresas constructoras, nº 12, 1939.  La escalera para loft fue inventada en 1938 por Frits Bode Mechanische Bouwmaterialen NV en Breda, quien registró este nombre como marca. Los competidores posteriores omitieron la letra 'e' para no violar la ley de marcas.